# Токмин, Иван Климентьевич
Иван Климентьевич Токмин (1909—1943) — капитан Рабоче-крестьянской Красной Армии, участник Великой Отечественной войны, Герой Советского Союза (1943).

## Биография
Иван Токмин родился в 1909 году в деревне Выдриха (ныне — Залесовский район Алтайского края). После окончания шести классов школы работал в колхозе. В 1934 году Токмин был призван на службу в Рабоче-крестьянскую Красную Армию. В 1935 году он окончил школу младшего комсостава. Участвовал в боях советско-финской войны. С начала Великой Отечественной войны — на её фронтах.
К октябрю 1943 года капитан Иван Токмин был заместителем командира 5-го штурмового батальона 12-й армии 3-го Украинского фронта. Отличился во время битвы за Днепр. Возглавив батальон, Токмин переправился через Днепр в районе Запорожья и захватил плацдарм на его западном берегу, после чего удерживал его до переправы основных сил. 10 октября 1943 года батальон штурмом взял хутор Шевченково и отбил несколько немецких контратак. 24 октября 1943 года Токмин погиб в бою.
Указом Президиума Верховного Совета СССР от 1 ноября 1943 года капитан Иван Токмин посмертно был удостоен высокого звания Героя Советского Союза. Также был награждён орденами Ленина и Александра Невского.
В честь Токмина названа улица в посёлке Кордон Залесовского района, установлен бюст в Залесово.